# 작전남녀2 : 폭탄스캔들
《작전남녀2 : 폭탄스캔들》은 2009년부터 2010년까지 E채널에서 방송된 텔레비전 프로그램이다.